# Jericho (Washington)
Jericho az Amerikai Egyesült Államok északnyugati részén, Washington állam Grant megyéjében elhelyezkedő kísértetváros.
A település nevét Jerikó városról kapta.

## Fordítás
Ez a szócikk részben vagy egészben  a   Jericho, Washington című angol Wikipédia-szócikk ezen változatának fordításán alapul.  Az eredeti cikk szerkesztőit annak laptörténete sorolja fel. Ez a jelzés csupán a megfogalmazás eredetét és a szerzői jogokat jelzi, nem szolgál a cikkben szereplő információk forrásmegjelöléseként.